# Olivrückenorganist
Der Olivrückenorganist (Euphonia gouldi) ist ein kleiner Singvogel aus der Gattung der Organisten (Euphonia) in der Familie der Finken (Fringilidae). Die Art wird in zwei Unterarten (E. g. gouldi und E. g. praetermissa) unterteilt, die in den karibischen Tiefebenen und Gebirgsausläufern vom südlichen Mexiko bis ins westliche Panama vorkommen.

## Beschreibung
Die Länge beträgt 9,5 cm und das Gewicht 12 g. Das Männchen hat eine glänzende olivgrüne Oberseite, eine gelbe Stirn und einen gelbumrandeten rötlichenbraunen Bauch. Das Weibchen hat eine weniger glänzende Oberseite als das Männchen, einen kastanienbraune Stirn, eine gelbe Unterseite und einen rötlichbraunen Bauchfleck. Die Jungvögel sind dunkler und matter gefärbt und haben eine olivgrüne Unterseite. Seinen wissenschaftlichen Namen erhielt er zu Ehren des britischen Ornithologen John Gould.
Sein Ruf ist ein metallisches chrrr-chrrr und sein Gesang ist eine Mischung aus Rufen mit klaren oder nasalen Pfiffen.

## Lebensraum
Sein Lebensraum sind feuchte Wälder mit hohem sekundären Baumbewuchs und anliegenden Buschlichtungen, gewöhnlich in einer Höhe von 750 m, manchmal bis 1000 m. 

## Fortpflanzung
Das kugelförmige Schalennest mit einem seitlichen Eingang ist versteckt hinter Epiphyten und Moosen zwei bis elf Meter hoch in einem Baum. Das Gelege besteht gewöhnlich aus drei weißen Eiern mit braunen Flecken.